# Martha Johansson
No-Girl —No-Chica en España—, llamada Martha Johansson, es un personaje ficticio del cómic X-Men de Marvel Comics. Fue creada por Grant Morrison e Ethan Van Sciver. Hizo su debut en (New) X-Men vol. 1 # 118, en noviembre de 2001. Martha es reconocída por su apariencia singular: un cerebro humano flotante.

## Biografía ficticia

### Origen
Martha era una mutante fugitiva que fue capturada por el grupo de supremacía humana, los U-Men. Su fundador, John Sublime tenía su cerebro removido de su cuerpo, manteniéndolo sin un cuerpo vivo en una cápsula. Sublime la controló a través de las drogas y jeringas y la usó para dominar telepáticamente a sus rivales, los dos X-Men Cíclope y Emma Frost. Emma finalmente se liberó a sí misma y a Cíclope del control psiónico de Martha, quien inadvertidamente permite vengarse de Sublime mentalmente obligándolo a caer de un edificio.

### Instituto Xavier
Más tarde, Martha se convierte en una estudiante en el Instituto Xavier, dentro de la "Clase Especial". Kid Omega inventa un frasco especial para ella, que le permite una mayor movilidad. Se hace amigo de otra estudiante, Ernst, una niña mutante misteriosa y tímida con la apariencia de una anciana que a menudo sirve como medio de comunicación de Martha con el resto del mundo expresando su discurso telepático con los demás.
Cuando Xorn destruye la escuela y forma una nueva Hermandad de Mutantes Diabólicos bajo el disfraz de Magneto, Martha se une junto a Ernst. Sin embargo, la lealtad de Marta no dura, ella predice que Xorn planea de asesinar a todos los seres humanos en Manhattan. Tras la muerte de Xorn, Martha regresa a la vida como una estudiante de la Mansión X, que aparece con frecuencia como parte del alumnado.
Después de que los X-Men abandonan la Mansión para trasladarse a San Francisco, Bestia encuentra a Martha en su laboratorio en las ruinas del Instituto Xavier en un maletín, llevándola a la nueva sede de los X-Men.

### Nación X y Regenesis
Martha más tarde apareció en el refugio mutante de Utopía, Martha se encuentra con un recién revivido Quire Quentin. Quentin decide convertirse en un villano y en secreto destruir Utopía, alegando que los X-Men le robaron su idea de crear una nación mutante. Martha trata de alertar a los X-Men y localizar a Quentin, pero él se las arregla para interceptarla y burlarse de ella en cada intento, rompiendo su recipiente y dejando que ella muera. Martha se da cuenta de que Quentin se ha infiltrado en Cerebra para destruir la isla y vengarse de las Stepford Cuckoos atrapándolas en un bucle mental. Martha engaña a Quentin y las Cuckoos son capaces de liberarse y rápidamente derrotarlo. Envían ayuda para Martha y le dan las gracias por haberlos salvado.
Siguiendo su camino de superheroismo, Martha posee a Rogue con el sueño de experimentar nuevas hazañas. En el cuerpo de Rogue, seguido por Ernst, que cuidó de su cerebro inconsciente, conoció a Joe, un vampiro, quien alegó que ella era su amante, Rue, reencarnada.
Durante la separación entre los X-Men en dos equipos, Martha decide quedarse en Utopía. A petición de Zero, se une al equipo de Hope Summers. Martha ha recibido un nuevo cuerpo físico muy similar al de Zero, con el lóbulo frontal expuesto. Posteriormente ha sido vista compartiendo cama con Zero, aunque no se revela si se trata de una representación de intimidad o simplemente la única forma práctica para ella mantener su nuevo cuerpo. Durante el alboroto de Zero en Utopia, Martha y Hope trabajan juntas para detenerlo, sacrificando su nuevo cuerpo en el proceso, pero salvando a Hope.

## Poderes
Martha es una telépata, capaz de comunicarse mentalmente y manipular las mentes de otros seres. En su introducción como un cerebro aislado, Martha usa su telepatía para comunicarse con otros cerca de ella, pero por lo general solo dirige su discurso telepático a su compañera de clase, Ernst, quien repite sus comentarios a los demás. Ella es capaz de anular telepáticamente y controlar las funciones motoras de los demás. Esto le permite anular temporalmente los poderes de otros mutantes, aunque debe de tenerlos cerca. Ella también puede proyectar su conciencia en la mente de otros, tomando posesión completa de sus cuerpos, dejando su cerebro inconsciente y vulnerable. 
Martha puede transmitir distorsión psiónica en su entorno inmediato, que nubla la mente de otros, inhibiendo su concentración y funciones anatómicas nerviosas hasta el punto de estupor. Sus habilidades en esta área han demostrado ser suficientemente fuertes como para vencer las defensas subconscientes de Emma Frost, una telépata nivel-alfa. 
Sin un cuerpo, Martha está limitada en todas las demás áreas. Ella, como un cerebro, viaja en un frasco lleno de líquido que permite que flote, y está anclado a través de una cadena de metal. Los flotadores le ofrecen cierto nivel de movilidad, moviéndose en la dirección de su elección.
También se dijo que, en su cuerpo original, la sangre de Marta tenía propiedades luminiscentes;. Martha escribió una nota a sus padres con su propia sangre brillante cuando ella huyó de su casa.

## Otras versiones

### Ha llegado el mañana
Martha funge como asistente de Cassandra Nova, que en esta línea, es la versión futurista de Ernst.

### X-Men: El Fin
En este final hipotético de los X-Men, Martha Johansson asumió las funciones de "Cerebro" en la Mansión X.